# Зебраста шкољка
Зебраста шкољка (Dreissena polymorpha) је мала слатководна шкољка из породице Dreissenidae. Врста потиче из језера јужне Русије и Украјине, али је случајно унета у бројна друга подручја и постала је инвазивна врста у многим земљама широм света. Од 1980-их, ова врста је извршила инвазију на Велика језера, реку Хадсон, језеро Травис, језера Фингер, језеро Бонапарта и језеро Симко. Штетни ефекти шкољки Dreissenidae на слатководне системе довели су до њиховог рангирања као једне од најинвазивнијих водених врста на свету.
Врсту је први описао 1769. године немачки зоолог Петер Симон Палас у рекама Урал, Волга и Дњепар. Зебрасте шкољке су добиле име по пругастом узорку који се обично види на њиховим шкољкама, иако није универзално присутан. Обично су величине нокта, али могу нарасти до максималне дужине око 50 мм. Њихове љуске су у облику латиничног слова D, а за подлогу су причвршћене снажним бисалним влакнима, која на дорзалној (зглобној) страни излазе из умбоа.

## Екологија
Зебраста шкољка и блиско сродне и еколошки сличне шкољке су организми који се хране уклањањем честица из воде. Зебрасте шкољке прерађују до 1 литар воде дневно, по шкољки. Неке честице се конзумирају као храна, а измет се одлаже на дно језера. Непрехрамбене честице се комбинују са слузи и другим материјама и одлажу на дно језера као псеудоизмет. Откако се зебраста шкољка удомаћила у језеру Ири, бистрина воде се повећала са15 цм (6 инча) на до 9,1 м (30 стопа) у неким областима. Ова повећана бистрина воде омогућава сунчевој светлости да продре дубље, омогућавајући раст потопљених макрофита. Ове биљке, када пропадају, избацују се на обале, загађују плаже и узрокују проблеме са квалитетом воде.
Залихе хране на дну језера обогаћене су зебрастим шкољкама док филтрирају загађење из воде. Ова биомаса постаје доступна врстама које се хране при дну и рибама које се њима хране. Улов жутог смуђа се петоструко повећао након инвазије зебрасте шкољке језера Сент Клер.
Зебрасте шкољке се везују за већину подлога, укључујући песак, муљ и тврђе подлоге, али младе шкољке обично преферирају тврђе, каменије подлоге, на које се причвршћују. Друге врсте шкољки често представљају најстабилније објекте на муљевитим подлогама, а зебрасте шкољке се вежу и често убијају ове шкољке. Они граде колоније на домаћим шкољкама, смањујући њихову способност кретања, храњења и размножавања, што на крају доводи до њихове смрти. Ово је довело до скорог изумирања унионидских шкољки у језеру Сент Клер и западном басену језера Ири. Овај образац се понавља у Ирској, где су зебрасте шкољке елиминисале две слатководне шкољке из неколико водених путева, укључујући нека језера дуж реке Шенон 1997. године.
2012. године, Национални универзитет Галвеј, Ирска, објавиоје да је „откриће зебрасте шкољке (Dreissena polymorpha) у Лок Дергу и доњем региону реке Шеннон 1997. године довело до значајне забринутости због потенцијалне еколошке и економске штете коју ова високо инвазивна водена врста може изазвати."
Зебраста шкољка је слатководна врста и не може да преживи у океану.

### Животни циклус
Животни век зебрасте шкољке је четири до пет година. Женка зебрасте шкољке почиње да се размножава у року од 6–7 недеља од насељавања. Одрасла женка зебрасте шкољке може произвести 30.000 до 40.000 јаја у сваком репродуктивном циклусу, и преко 1 милион јаја сваке године. Микроскопске ларве које слободно пливају, зване велигери, плутају у води неколико недеља, а затим се слажу на било коју тврду површину коју могу да нађу. Зебрасте шкољке такође могу да толеришу широк спектар услова животне средине, а одрасли могу чак и да преживе ван воде око седам дана.

### Индикатори загађења животне средине
Зебрасте шкољке се могу користити за откривање ризика по људе од опасности по животну средину и сматрају се ефикасним индикаторима загађења животне средине. Утврђено је да излагање шкржних ћелија D. polymorpha моделираним загађивачима који представљају загађење воде изазива оштећење ДНК мерено као формирање 8-Оксо-2'-деоxигуанозина и прекида ДНК ланца.

### Предатори
Истраживања о природним непријатељима, како у Европи тако и у Северној Америци, фокусирана су на предаторе, посебно птице (36 врста) и рибе (15 врста које једу велигере и 38 које једу шкољке). Годишње, водене птице које зимују на Боденском језеру смањују биомасу зебрасте шкољке у плитким областима за >90%. Смањење биомасе у дубљим областима значајно варира у зависности од супстрата. Вернер није примећено смањење на најнижој дубини од 11 метара (36 стопа) осим на локацији у Хагнау.
Већина природних непријатеља организма није присутна у Северној Америци. Еколошки сличне врсте постоје, али је мало вероватно да ће ове врсте бити у стању да елиминишу оне шкољкекоје су већ успостављене и имају ограничену улогу у њиховој контроли, за разлику од оних у Европи.
Истиче се да би ракови могли имати значајан утицај на густину зебрастих шкољки од 1 до 5 милиметара. Одрасли рак поједе око 105 зебрастих шкољки сваког дана, или око 6.000 зебрастих шкољки у сезони. Међутим, стопе предаторства су значајно смањене на нижим температурама воде. Поред тога, одређене рибе, као што је бранцин, је грабежљивац у усвојеном станишту зебрастих шкољки у Северној Америци на Великим језерима, али у европским језерима изгледа да рибе не ограничавају густину зебрасте шкољке.
Било је високих зимских морталитета, на пример у зиму 1994–1995. године у инвазивној популацији језера Симко. Дејвид Еванс  2011. године ово приписује грабежљивости ракова Orconectes propinquus. Ипак, ово није било довољно да се проблем искорени.

### Контрола
Дана 4. јуна 2014. године, канадске власти за заштиту природе објавиле су да је тест коришћења течног ђубрива за убијање инвазивних зебрастих шкољки био успешан. Овај тест је спроведен у луци на обали језера, у западној провинцији Манитоба. Међутим, епидемије се настављају на језеру Винипег.
Слични тестови су спроведени у Илиноису, Минесоти и Мичигену, користећи зекванокс, биопестицид. Николосамид се показао ефикасним у убијању инвазивних зебрастих шкољки у хладним водама.

## Као инвазивна врста

### Европа
Изворна распрострањеност врсте је у Црном мору и Каспијском језеру у Евроазији. Зебрасте шкољке су постале инвазивна врста у Северној Америци, Великој Британији, Ирској, Италији, Шпанији и Шведској. Оне нарушавају екосистеме монотипском колонизацијом и оштећују луке и пловне путеве, бродове и чамце, те постројења за пречишћавање воде и електране. Постројења за пречишћавање воде су највише погођена јер водозахвати доводе микроскопске, слободно пливајуће ларве директно у објекте. Зебрасте шкољке се такође причвршћују за цеви и зачепљују их.
Гросинџер је то известио у Мађарској 1794. године. Керни и Мортон су описали брзу колонизацију Британије од стране зебрасте шкољке, прво у Кембриџширу 1820-их, Лондону 1824, и у каналу Унион у близини Единбурга 1834. године.
Године 1827. зебрасте шкољке су виђене у Холандији, у Ротердаму. Канали који вештачки повезују многе европске водне путеве олакшали су њихово рано ширење. Није аутохтона у Чешкој на реци Лаби од 1893. године, док је у јужној Моравској је вероватно аутохтона. Око 1920. године, зебрасте шкољке су стигле до језера Меларен у Шведској.
Прво појављивање организма у северној Италији било је у језеру Гарда 1973. године, у централној Италији, појавили су се у Тоскани 2003. године.
Зебрасте шкољке су присутне у британским пловним путевима. Многе водоводне компаније пријављују да имају проблема са својим постројењима за пречишћавање воде са шкољкама које се причвршћују на цеви. Англиан Ватер је проценио да уклањање шкољки кошта 500.000 фунти годишње. Зебрасте шкољке су такође имале утицај на риболов, на пример на Салфорд Кејсу, где је њихово увођење променило окружење за рибе.
Зебрасте шкољке су први пут пријављене у Ирској 1997. године, али су вероватно стигле 1994. или раније. Први пут идентификовани у близини Лог Дерга, проширили су се кроз већи део реке Шенон и њене суседне воде. У лета 2023. и 2024. године, зебрасте шкољке су биле један од фактора који је допринео великом цветању токсичних цијанобактерија у Лог Негу, највећем слатководном телу у Уједињеном Краљевству. Године 2021. слична шкољка је идентификована у Шенону, која је способна да толерише шири спектар услова животне средине. Очекује се да ће ширење ових шкољки временом смањити популацију зебрастих шкољки, уз повећање укупног утицаја на животну средину.
Зебрасте шкољке су изместиле аутохтоне врсте мекушаца у Боденском језеру, достижући густину до 10.000 шкољки по квадратном метру. Зебрасте шкољке представљају извор хране за водене птице и узроковале су да се број птица удвостручи у последњих 30 година. До краја зиме, птице десеткују популације зебрастих шкољки и смањују их за 95–99% до максималне дубине коју могу достићи птице, која је 10 метара. Процењена количина конзумираних зебрастих шкољки је 750 метричких тона по квадратном километру. Популације зебрастих шкољки се опорављају сваке године, што указује на то да водене птице могу да контролишу заражена водена тела, али не и да потпуно преокрену статус заразе.

### Северна Америка
Први пут су откривени у Канади на Великим језерима 1988. године, у језеру Сент Клер. Сматра се да су их нехотице унела у језера баластна вода океанских бродова који су прелазили канал Сен Лорен. Други могући, али недоказан начин увођења зебрастих шкољки је на сидрима и ланцима бродова. Пошто одрасле зебрасте шкољке могу да преживе ван воде неколико дана или недеља ако је температура ниска, а влажност висока, ланци и сидра пружају привремено уточиште за скупове одраслих шкољки, које би се лако могле ослободити када прекоокеански бродови баце сидро у слатководним лукама. Оне су постале инвазивне врсте у Северној Америци и као такве су мета савезне политике за њихову контролу, на пример у Националном закону о инвазивним врстама (1996).
Користећи моделе засноване на генетском алгоритму за производњу постављених правила, група истраживача је предвидела да је у југоисточним Сједињеним Америчким Државама умерена до велика вероватноћа да ће бити насељена зебрастим шкољкама, а да је мало вероватно да ће средњи запад доживети инвазију зебрастих шкољки на водена тела. Међутим, овај модел се од тада показао нетачним. У 2006. години, истраживач је предвидео инвазију све до реке Норт Плат до 2015. године. Од марта 2016. године, зебрасте шкољке су погодиле стотине језера на Средњем западу, укључујући језеро Мичиген, и највеће унутрашње језеро у Висконсину, језеро Винебејго.
Истраживачи из Конгреса су проценили да је зебраста шкољка коштала компаније и заједнице преко 5 милијарди долара од њихове почетне инвазије. зебрасте шкољке су само електропривреде коштале преко 3 милијарде долара.
Дана 2. марта 2021. године, Геолошки топографски институт Сједињених Америчких Држава је обавештен да су зебрасте шкољке откривене у куглицама маримо маховине, уобичајеној акваријумској биљци, која се продаје у продавницама кућних љубимаца широм Северне Америке. До 8. марта, инвазивне врсте су откривене у куглицама маховине у 30 различитих држава, на више малопродајних локација у Сједињеним Америчким Државама. Ова открића су подстакнута почетним налазом у Петкоу у Сијетлу. Куглице маховине које су носиле зебрасте шкољке су такође пронађене код онлајн продаваца и у мањим независним продавницама. Иако је теже открити обим ширења у већим размерама, Весли Данијел, биолог за рибарство из Геолошког топографског института САД-а, каже да је око 30% инвентара извученог са полица откривено да садржи зебрасте шкољке.
Након рада са Геолошким топографским институтом САД-а, ПетСмарт и Петко су добровољно опозвали своје куглице од маховине због потенцијалне штете коју би зебрасте шкољке могле нанети аутохтоним екосистемима. Од новембра 2021. године, скоро осам месеци након опозива, куглице маримо маховине нису се вратиле на полице.

#### По локацији
Од свог првог појављивања у водама Северне Америке 1988. године, зебрасте шкољке су се прошириле на велики број водених путева, укључујући језеро Симко у региону Великих језера, Мисисипи, Хадсон, Сен Лорен, Охајо, језеро Камберленд, Мисури, Тенеси, Хјурон, реке Колорадо и Арканзас, и до средине 2023. године на 31 језеро и седам сливова река у Тексасу. Међутим, зебрасте шкољке нису могле да успоставе репродукцијске популације у језеру Кентаки (река Тенеси). Ово може бити због релативно ниског нивоа раствореног калцијума у овом водном телу.
Године 2009. Одељење за очување и рекреацију Масачусетса потврдило је да су зебрасте шкољке пронађене у језеру Лорел у Беркширу. Исте године, Министарство природних ресурса Минесоте објавило је да су живе зебрасте шкољке пронађене у језеру Пеликан. Ово је било прво потврђено виђење у сливу Црвене реке, који се протеже преко међународне границе у провинцију Манитоба. Године 2013. потврђено је њихово присуство у језеру Винипег у Манитоби, а агресивни напори да се искорене 2014. године нису успели. Нова контаминација је пронађена изван третираних подручја језера Винипег 2015. године, а такође је пронађена у Црвеној реци близу језера у Селкирк парку 2015. године. Велики број је виђен на Гранд Бичу 2017. године.
У јулу 2010. године, Одељење за дивљач и рибу Северне Дакоте потврдило је присуство зебрасте шкољке у Црвеној реци између Впитна, Северна Дакота, и Брекенриџа у Минесоти. Још 2008. године, Калифорнија слично пријавила инвазије.
2011. године, инвазија зебрастих шкољки затворила је водовод у области Даласа. Ово је резултирало смањеним залихама воде током сушне године, погоршавајући ограничења воде у области Даласа.
Уобичајени закључак научника предвиђа да ће зебраста шкољка наставити да се шири пасивно, бродовима и чамцима, до више река у Северној Америци. Ово ширење се може спречити ако наутичари темељно очисте и осуше своје чамце и припадајућу опрему пре него што их транспортују до нових водених површина. Пошто се није показало да неки северноамерички предатор или комбинација предатора значајно смањују број зебрастих шкољки, такво ширење би највероватније резултирало трајним насељавањем зебрастих шкољки у многим северноамеричким пловним путевима.
Велики пад концентрације раствореног кисеоника примећен је у реци Сенека у централном Њујорку у лето 1993. године. Ово смањење је узроковано изузетно високим концентрацијама зебрастих шкољки у сливу. Поред тога, река Сенека је имала знатно мање хлорофила у води, који се користи као мера биомасе фитопланктона, због присуства зебрасте шкољке.

#### Трошкови
Трошкови борбе против штеточина у електранама и другим објектима који троше воду су значајни, али величина штете је предмет неких контроверзи. Према Центру за истраживање инвазивних врста на Универзитету Калифорније, Риверсајд, трошкови управљања зебрастим шкољкама само у Великим језерима прелазе 500 милиона долара годишње. Конзервативнија студија процењује укупне економске трошкове од 267 милиона долара за постројења за производњу електричне енергије и за пречишћавање воде у читавим Сједињеним Америчким Државама од 1989. до 2004. године. У студији коју је спровео Стејт департмент Сједињених Америчким Држава 2009. године, укупни трошкови инвазије зебрасте шкољке процењени су на 3,1 милијарди у наредних 10 година.
Забринутост је такође велика након контаминације зебрастих шкољки у кућним акваријумима. Да су зебрасте шкољке доспеле у отворене воде у Сијетлу, у Вашингтону, где је потврђен први случај, инвазивна врста би коштала државу 100 милиона долара сваке године за одржавање система за струју и воду.

## Ефекти
Када су зебрасте шкољке у води, отварају своје шкољке да би примили детритус. Њихове шкољке су веома оштре и познате су по томе што људима секу стопала, што доводи до потребе да се носе ципеле за воду где год да су заступљене.
Од њихове колонизације Великих језера, покривали су доње стране пристаништа, чамаца и сидра. Такође су се прошириле у потоке и реке широм Сједињених Америчких Држава. У неким областима потпуно покривају супстрат, понекад покривајући и друге слатководне шкољке. Могу да нарасту толико густо да блокирају цевоводе, зачепљују водозахвате општинских водовода и хидроелектрана. Зебрасте шкољке се не везују за легуре бакроникла, које се могу користити за облагање усисних и испусних решетки, плутача за навигацију, чамаца и мотора где се врста окупља.
Верује се да су зебрасте шкољке извор смртоносног тровања птичијим ботулизмом, који је убио десетине хиљада птица на Великим језерима од касних 1990-их. Јестиве су, али пошто су толико ефикасне у филтрирању воде, имају тенденцију да акумулирају загађиваче и токсине, тако да већина стручњака препоручује да се не конзумирају зебрасте шкољке.
Зебрасте шкољке погађају све класе врста алги, што резултира недостатком извора хране за домаће врсте слатководних шкољки и риба у Великим језерима.
Међутим, зебрасте шкољке и друге алохтоне врсте су заслужне за повећану популацију и величину малоустог бранцина у језеру Ери и жутог смуђа у језеру Сент Клер. Они чисте воде унутрашњих језера, што доводи до повећаног продора сунчеве светлости и раста домаћих алги на већим дубинама. Ово чишћење такође повећава видљивост воде и филтрира загађиваче. Свака квага шкољка и зебраста шкољка филтрира око 1 литар воде дневно када је затворена у мале резервоаре. У језерима, њихови ефекти филтрирања су обично просторно ограничени (близу дна језера) због нехомогеног мешања воде.
У Плешчејевом језеру, у Русији, зебрасте шкољке су у великој мери промениле рибљу заједницу. Све врсте риба су остале у језеру, али су се улови значајно променили. Мреже стајаче, постављене у литоралној и сублиторалној зони током периода храњења, састоје се углавном од крупне бодорке и смуђа, док је у пелагичкој зони преовлађивао рибњак. Бројност бентофагних риба незнатно је порасла због присуства зебрасте шкољке, која је чинила значајан део исхране, праћено повећањем стопа раста бодорке и деверике. Стопе раста деверике, која преферира меки зообентос, смањене су. Осим тога, формирање стабилне биоценозе зебрастих шкољки у језеру је вероватно изазвало промене у просторној структури рибље заједнице. Оно што је приметно је нестанак малих бодорки из пелагичких скупова, вероватно услед промена у трофичким везама литоралне и сублиторалне зоне, као и очекиваног повећања прехрамбене конкуренције међу врстама пелагичних риба.
Пошто зебрасте шкољке оштећују доводе воде и другу инфраструктуру, методе као што су додавање оксиданата, флокуланти, топлота, одводњавање, механичко уклањање и премазивање цеви постају све чешће.